# سیارک ۹۷۶۸
سیارک ۹۷۶۸ (به انگلیسی: 9768 Stephenmaran، نامگذاری:1992GB1) نه هزار و هفتصد و شصت و هشتمین سیارک کشف شده‌است که در ۵ آوریل ۱۹۹۲ کشف شد.
قدر مطلق سیارک برابر ۱۳٫۷۰ است.